# محافظة فارميا-مازوريا
محافظة فارميا-مازوريا (بالبولندية:województwo warmińsko-mazurskie) هي واحدة من 16 محافظة التي تتكون منها جمهورية بولندا ، وفقا للتقسيم الإداري لعام 1998.

## أعلام
- إريك كوش